# Lardate de sodium
Le lardate de sodium est un sel saponifié de graisse de porc (Adeps Suillus communément appelé saindoux), et de soude (hydroxyde de sodium). 
Cette dénomination correspond à celle de la nomenclature internationale des ingrédients cosmétiques (INCI). Il est souvent utilisé en cosmétique, notamment dans la composition de savons. Son acide gras dominant est l'acide oléique (acide cis-9-octadécénoïque).